# Partit de la Pàtria
El Partit de la Pàtria (turc Yurt Partisi, YP) és un partit polític de Turquia conservador nacionalista fundat el 2002 per Sadettin Tantan. A les eleccions legislatives turques de 2002 va obtenir 294.560 vots (el 0,94%) i cap escó.